# Радоселля
Радоселля (рос. Радоселье) — присілок в Гдовському районі Псковської області Російської Федерації.
Населення становить 5 осіб. Входить до складу муніципального утворення Плесновська волость.

## Історія
Від 2005 року входить до складу муніципального утворення Плесновська волость.

## Населення
| 2001 | 2002 | 2010 |
| ---- | ---- | ---- |
| 7    | ↗9   | ↘5   |